# Kettnitzmühle
Kettnitzmühle ist ein Ortsteil der oberpfälzischen Marktgemeinde Wernberg-Köblitz im Landkreis Schwandorf des Regierungsbezirks Oberpfalz im Freistaat Bayern.

## Geografie
Kettnitzmühle liegt etwa ½ Kilometer westlich von Unterköblitz, knapp oberhalb der Mündung des Feistenbaches in die Naab.

## Etymologie
Auch wenn der Ortsname verführerisch nach slawischen Wurzeln klingt, ist die Siedlung eindeutig auf den Erstbesitzer der Mühle, auf den Nabburger Syndikus Hans Ködnit als "Kodnits Mühl" zurückzuführen. Am 13. Juni 1961 wurde die Schreibweise des Ortsnamens verbindlich auf "Kettnitzmühle" festgelegt.

## Entwicklung
Als der Landrichter Sigmund Fuchssteiner im Jahr 1634 die Grenzen des Landrichteramtes Leuchtenberg von Saltendorf kommend umritt, wurde im zugehörigen detaillierten Bericht weder eine Ortschaft noch ein Gehöft im Raum der heutigen Kettnitzmühle erwähnt. Die damals bereits bestehenden Weiher wurden jedoch genannt. Am 22. Januar 1549 wurde Kettnitzmühle durch den Landesherrn als Landsassiat über Damelsdorf und die Kettnitzmühle verliehen. Das Anwesen wird erstmals in den oberpfälzischen Landsassenmatrikeln von 1563 genannt ("Hanns Kodnit zu Tamelsdorff und Kodnits Muhl"). Damit ergibt sich, dass "Kodnits Muhl" zwischen 1534 und 1549 wohl durch Hans Kodnit errichtet worden ist.
Bereits in der Errichtungszeit gab es zum Rechtsstatus der Kettnitzmühle Zwistigkeiten, die schon damals zu Verkaufsabsichten führten. Möglicherweise waren es auch Spannungen aus der Grenzlage zwischen der eigenständigen Landgrafschaft Leuchtenberg und dem Nabburger Amt der Kurpfalz. Schließlich trennte sich der Besitzer der Mühle Mitte der 60er Jahre zugunsten von Wolf Christoph von Seckendorf von seinem Besitz und zog nach Nabburg. Zur Entwicklung der Landsassen siehe beim Wernberg-Köblitzer Ortsteil Damelsdorf. Über die nachfolgenden Besitzer, der ehemaligen Amberger Familie Kastner entstanden Verbindungen zum Hammer im nahen Unterschnaittenbach.
Hans Kastner, der Landsasse von Kettnitzmühle und Damelsdorf starb im Jahr 1620. Seine Witwe Margarethe aus Unterschnaittenbach pachtete im Sommer 1620 vom Wirt Hans Schmidt die Wirtschaft zu Kettnitzmühle, da der dortige Wirt wegen Schlägereien des Landes verwiesen worden war. Ein Jahr später wurde der Grundstock des Kastner’schen Vermögens, der Hammer zu Unterschnaittenbach durch die Mansfeldische Soldateska ausgeplündert und in desolatem Zustand, ohne Vieh, ohne Hausrat und mit schweren Gebäudeschäden zurückgelassen. Dazu kam dann noch eine Feuersbrunst im Jahr 1625, was für die Hinterbliebenen zu existenziellen Problemen führte. Die damals 70-jährige Besitzerin Margareta und ihre Tochter Anna kamen dabei ums Leben. 1625 kamen die Kastnerschen Güter mit Unterstützung der Regierung in Amberg auf die Gant, sollten also zwangsversteigert werden. Ein 1628 mit Wilhelm Reger aus Pfreimd beabsichtigter Kauf kam nicht zustande. Schließlich einigten sich die Erben, Wilhelm Kastner der Jüngere und seine mit dem Hammerwerksbesitzer Christoph Hegner von Altenweiher verheiratete Tochter Katharina darauf, dass Hans Wilhelm das Hammergut Unterschnaittenbach und die Kettnitzmühle, Christoph Hegner und seine Frau Damelsdorf weiterführen sollten. Damit nahmen die beiden Landsassereien Damelsdorf und Kettnitzmühle eine unterschiedliche Entwicklung. Wesentliche Teile von Kettnitzmühle – so die Mühle und der dazugehörige Mühlweiher wurden abgetrennt. Vom ehemaligen Landsassengütl blieben dann nur noch das kleine Schlösschen, im Volksmund „Kutter Guettl“ genannt, die Taferne, vier Nebenhäuschen und verschiedene kleinere Liegenschaften. Das gab bei fast jedem Besitzwechsel Anlass zu Auseinandersetzungen hinsichtlich der Anerkennung als Landsassengut zwischen Gutsherrn und landesherrlicher Obrigkeit.
Aufgrund von Schuldforderungen erhielt der Pfreimder Stadtmüller Leonhard Aichler die Mühle übereignet. Als dann 1650 der Wernberger Pfleger Koch die Witwe Margaretha Aichler heiratete, ging die Mühle an die Familie Koch über. 1660 erwarb das Pflegamt Nabburg den zwischenzeitig öden Besitz. 1742 wurde Georg Paul Hann, der Gerichtsschreiber zu Nabburg Besitzer des Gutes Kettnitzmühle. Nach dessen Tod versuchte seine Witwe 1765 das Landsassengut an Georg Schlör von Vilseck zu verkaufen. Schließlich erwarb Georg Seegerer, ein Schwiegersohn der Gutsbesitzerin 1768 die Landsasserei. 1782 verkaufte Seegerer seine Gutsherrschaft an Franz Michael Gropper.
Die Größe des Ortes wird 1783 angegeben mit "Hofmarch, Inhaber Sekretär Seegerer 1/8 Höfe, 6 Häuser, 29 Seelen". Etwa gleich groß erscheint der Ort in der Beschreibung des Amtes Nabburg 1793/94, wobei nun eine Taferne erwähnt wird. Es gab weder ein Hirtenhaus noch Gemeindegründe. Die Anerkennung als Landsassengut war weiterhin strittig. Diese Strittigkeit bezog sich sowohl auf die Jurisdiktion (Niedergerichtsbarkeitsbefugnisse), als auch auf die Bräugerechtigkeit und kleine Jagd. Letztlich wurden 1807 die Rechte aus der gutsherrlichen Jurisdiktion über Kettnitzmühle für unwiderruflich erloschen und dem Staat als heimgefallen erklärt.
1811 wurde aus Unterköblitz und Kettnitzmühle ein eigener Steuerbezirk gebildet. Acht Jahre später gingen die beiden Orte in der Gemeinde Oberköblitz auf.
1840 kam Kettnitzmühle vom kirchlichen Filialbezirk Neunaigen zur Pfarrei Oberköblitz. Zusammen mit der Gemeinde Oberköblitz ging Kettnitzmühle am 1. Januar 1974 im Zuge der Gebietsreform in der Marktgemeinde Wernberg-Köblitz auf.